# Universitätsbibliothek Basel

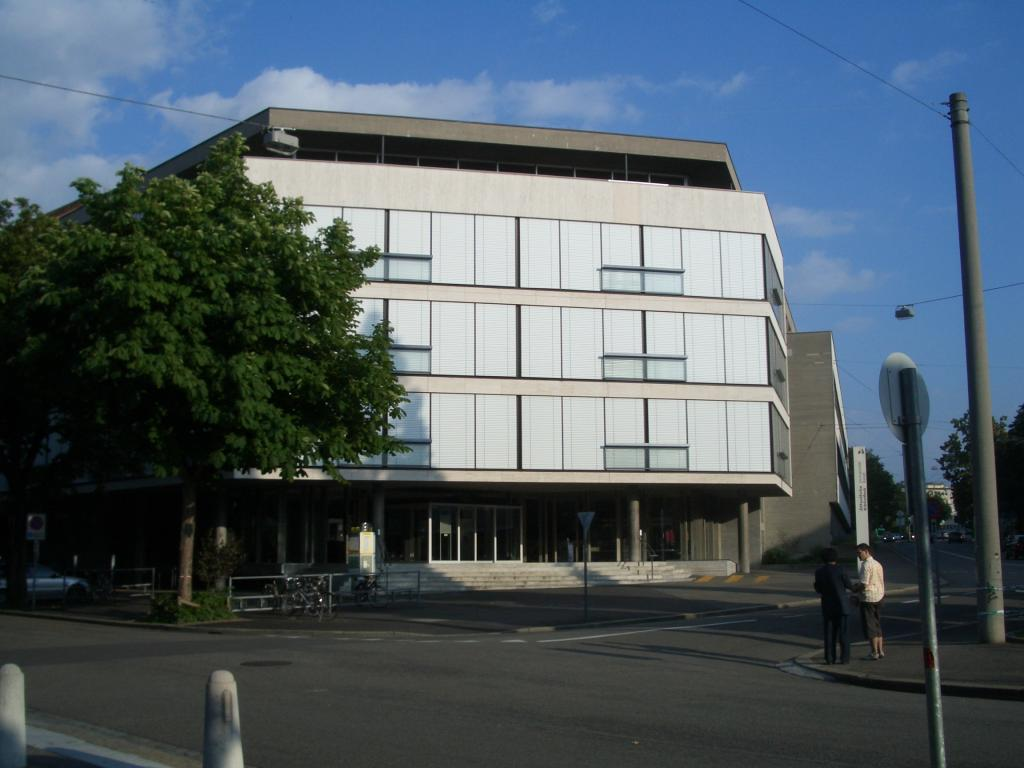
Öffentliche Bibliothek der Universität Basel, Haupteingang

Die Universitätsbibliothek Basel (offizieller Name Öffentliche Bibliothek der Universität Basel, abgekürzt UB) ist die zentrale Bibliothek der Universität Basel.

## Aufgaben
Die Universitätsbibliothek sammelt ohne fachliche Begrenzung, legt den Schwerpunkt jedoch auf die Geistes-, Sozial- und Naturwissenschaften und die Medizin. Besteht wissenschaftliches Interesse an nicht wissenschaftlicher Literatur, wird auch diese aufgenommen. Zusammen mit den Institutsbibliotheken ist sie für die Literaturversorgung von Lehre und Forschung im Bereich der Hochschulen zuständig.
Zugleich ist sie Kantonsbibliothek von Basel-Stadt. In diesem Sinne sammelt sie alle Basiliensia (von Baslern geschriebene Drucke und Handschriften sowie alles über Basel und Basler), sozusagen ein informelles Dépôt légal (d. h. den Verlagen gesetzlich vorgeschriebene Abgabe von Pflichtexemplaren).
Ebenfalls zur Universitätsbibliothek Basel gehören die externen Standorte UB Medizin, UB Wirtschaft / Schweizerisches Wirtschaftsarchiv, UB Religion und UB Rosental (Zahnmedizin, Umweltwissenschaften). Die UB koordiniert zudem das Bibliotheksnetz Region Basel und erbringt Dienstleistungen für alle angeschlossenen Bibliotheken. Zum Bibliotheksnetz Region Basel gehören Bibliotheken von Spitälern, Museen, kantonalen Institutionen und privaten Institutionen sowie der Fachhochschule Nordwestschweiz.
In der Universitätsbibliothek Basel befindet sich das Bernoulli-Euler-Zentrum (BEZ), das in der Bibliothek ein interfakultäres Dokumentations- und Forschungszentrum unterhält. Das BEZ führt die Forschungsarbeit aus, die von der Bernoulli-Euler-Gesellschaft beschlossen wird.

## Geschichte

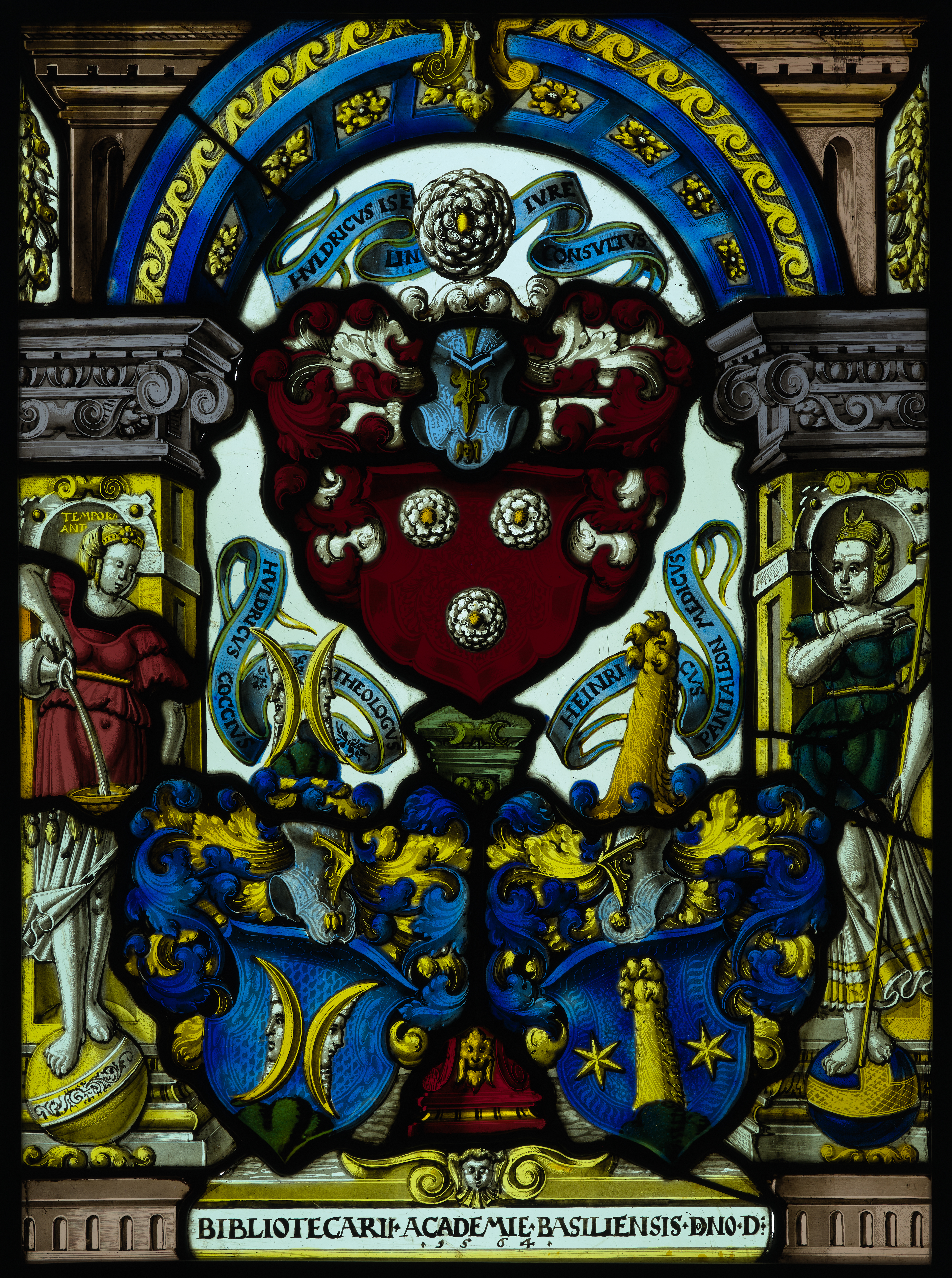
Wappenscheibe der Bibliothekare Iselin, Coccius und Pantaleon der Universität Basel, 1564

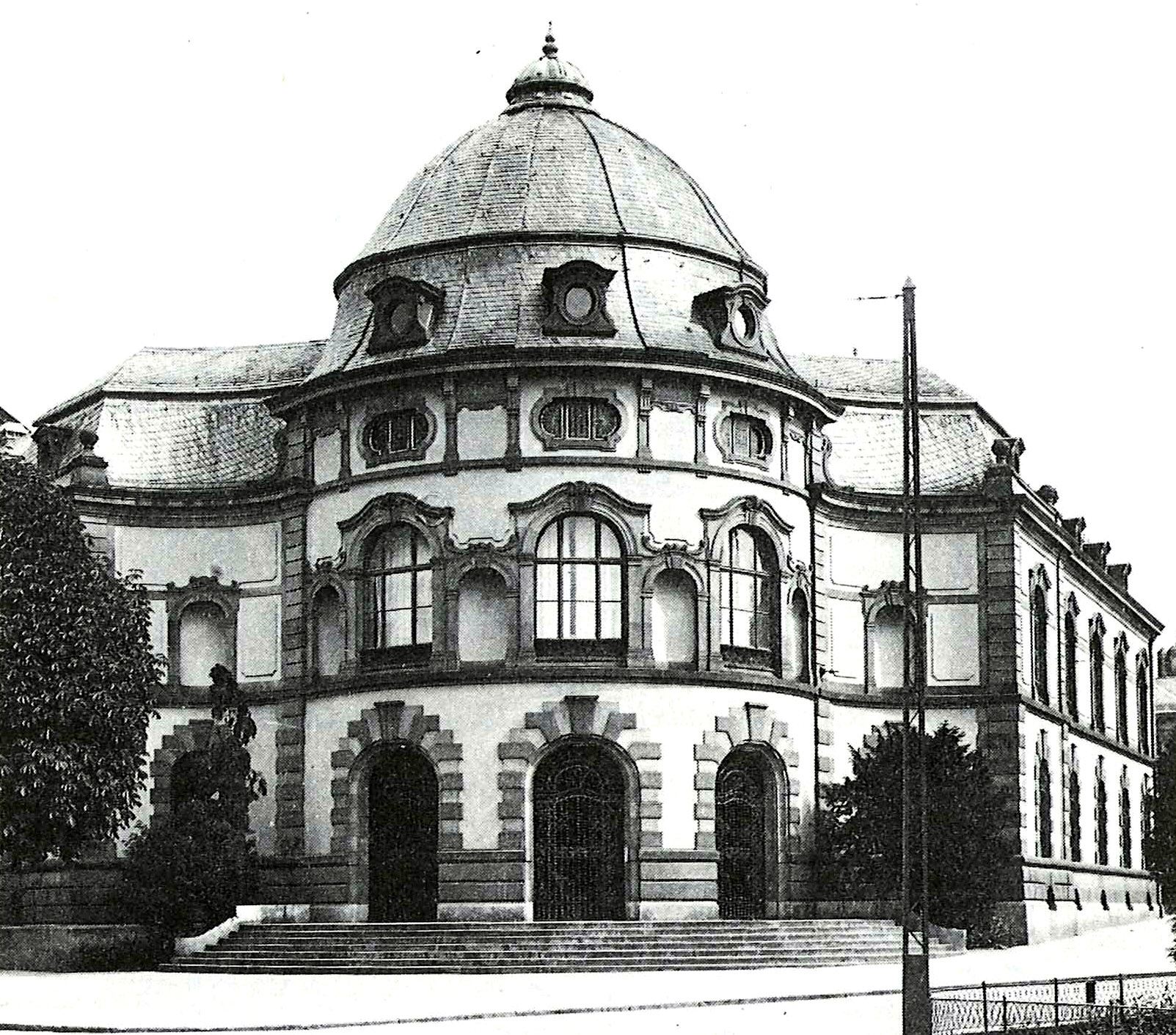
Universitätsbibliothek Basel im Jahr 1896

1471 erstmals schriftlich bezeugt, besass die Bibliothek 1559 ihren ersten Katalog in Bandform und konnte 1866 ihren ersten vollamtlichen Bibliothekar einstellen. 1889 wurde der Katalog von Bandform auf Zettelform umgestellt. 1671 zog die Bibliothek unter Johann Rudolf Wettstein in das Haus zur Mücke. 1896 konnte das erste eigene Bibliotheksgebäude bezogen und 1939 mit dem alphabetischen Schlagwortkatalog begonnen werden.
Schon 1914 wurde für die rasch wachsenden Bestände das Büchermagazin vergrössert, indem man es im selben Stil verlängerte. Aber bereits in den 1920er Jahren machten sich Platz- und Raumnot erneut bemerkbar. Wirtschaftskrise und Zweiter Weltkrieg verhinderten zunächst grössere bauliche Massnahmen, die Verhältnisse wurden immer unhaltbarer. Erst 1950 konnte dann der hintere Teil des Bücherhauses drei Stockwerke tief unterkellert werden, und in den oberirdischen Geschossen des Magazins baute man einige provisorische Büroräume ein. Zwischen 1962 und 1968 wurde das neue Gebäude am alten Standort errichtet und 1978 die Medizinbibliothek als Filiale der Universitätsbibliothek im Universitätsspital Basel (früher: Kantonsspital Basel) gegründet.

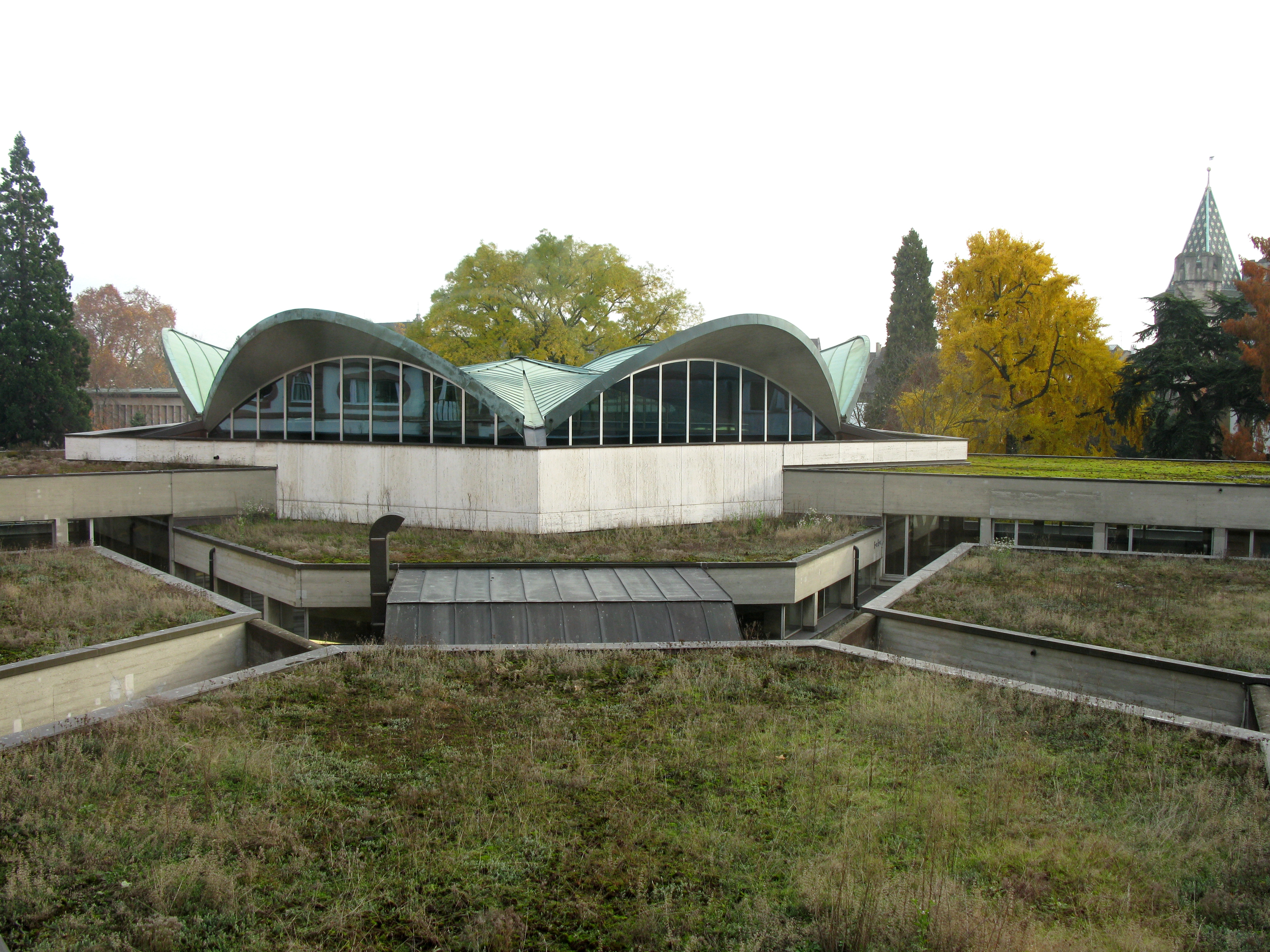
Lesesaal als Schalentragwerk, Architekt: Otto Heinrich Senn

Die EDV wurde ab 1981 zur Katalogisierung und Erwerbung eingesetzt, und 1985 wurde die erste Datenbank-Auskunft eingerichtet. 1988 folgte die Einrichtung des OPAC (Online Public Access Catalog), und die Bibliothek des Wirtschaftswissenschaftlichen Zentrums (WWZ) zusammen mit dem Schweizerischen Wirtschaftsarchiv (SWA) wurden als Filialen der Universitätsbibliothek eröffnet.
Ab 1995 erfolgte die Automatisierung der Ausleihe, und das Freihandmagazin wurde in Betrieb genommen. Zudem wurde die erste Website aufgeschaltet. Internetstationen im Publikumsbereich wurden 1997 eingerichtet.
1999 erfolgte mit der Gründung des Informationsverbundes Deutschschweiz (IDS) und der Inbetriebnahme des integrierten Bibliotheksystems Aleph der Start in die verbundorientierte Zukunft, welche 2004 und 2005 mit der Zusammenlegung der Benutzerkartei und der Lancierung des IDS-Kuriers für den interuniversitären Leihverkehr in der Deutschschweiz noch intensiviert wurde.
Oberbibliothekare/Direktoren
- 1891–1923: Carl Christoph Bernoulli
- 1923–1935: Gustav Binz
- 1935–1950: Karl Schwarber
- 1950–1959: Fritz Husner[2]
- 1959–1973: Christoph Vischer
- 1974–1995: Fredy Gröbli
- 1996–2014: Hannes Hug
- 2015–2018[3]: Elisabeth Frasnelli
- seit 2019[4]: Alice Keller

## Bestand
Insgesamt besitzt die Universitätsbibliothek Basel über 7,6 Millionen Medieneinheiten, wovon jährlich über 160'000 physische Medien ausgeliehen werden. Zudem verzeichnet die Bibliothek ca. 4,7 Millionen Zugriffe auf Datenbanken und Digitalisierungsplattformen und rund 3,2 Millionen Downloads von E-Medien. Damit gehört die Bibliothek zu den grössten der Schweiz.
Ausserdem verfügt die 1471 erstmals beurkundete Bibliothek über einen reichen Altbestand mit umfangreichen historischen Sammlungen mittelalterlicher Handschriften, Frühdrucken, Musikalien, Karten und Porträts, hauptsächlich aus den Basler Klöstern und der Basler Universität. Ihre Bestände werden durch die Institutsbibliotheken der Universität, die Allgemeinen Bibliotheken der GGG (Gesellschaft für das Gute und Gemeinnützige Basel) und eine Reihe von Spezialbibliotheken ergänzt.

### Historische Sammlungen

#### Alte Drucke
Die UB Basel besitzt eine bedeutende Sammlung von gedruckten Werken seit den Anfängen des Buchdrucks im 15. Jahrhundert bis zum Ende des 19. Jahrhunderts. Einen wichtigen Sammelschwerpunkt bilden dabei die Basler Drucke. Diese werden unter anderem im Index typographorum editorumque Basilensium (ITB) dokumentiert.

#### Handschriften

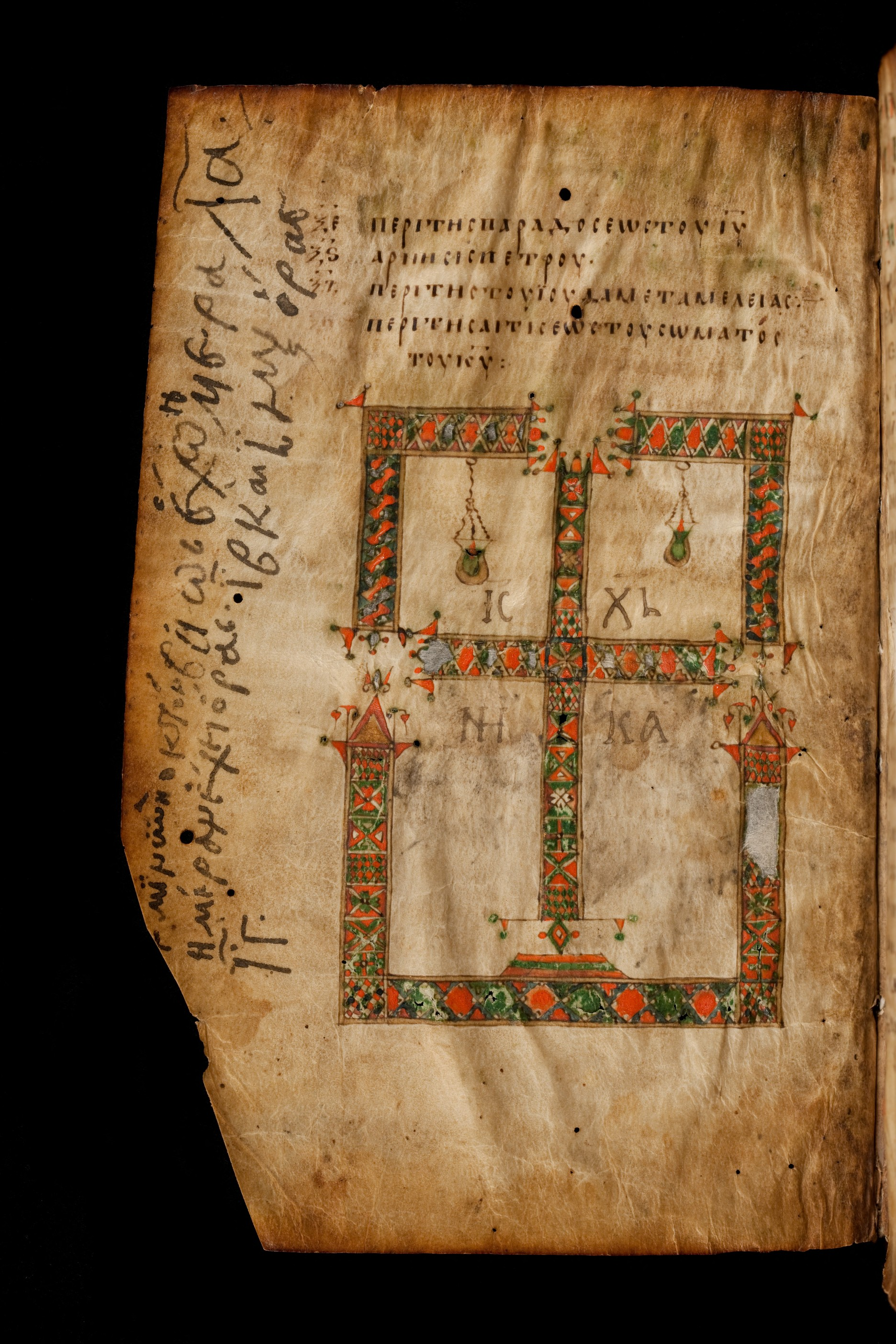
Tetraevangelium, Italien, 8./9. Jahrhundert. Es handelt sich um eine der ältesten Handschriften im Besitz der Universitätsbibliothek Basel.

Die UB Basel besitzt ca. 10'000 Buchhandschriften.
Mit rund 1750 Exemplaren beherbergt sie die schweizweit grösste Sammlung an mittelalterlichen Kodizes, vorwiegend in lateinischer Sprache. Viele dieser Handschriften stammen aus den vorreformatorischen Basler Klöstern.
Die neuzeitlichen Handschriften (16. bis 21. Jahrhundert) sind sehr unterschiedlicher Provenienz. Sie stammen unter anderem aus Bibliotheken, Archiven, Nachlässen, Einzelschenkungen oder Ankäufen.

#### Nachlässe und Privatarchive
Die Universitätsbibliothek beherbergt rund 450 private Archive aus dem 16. bis 20. Jahrhundert. Es handelt sich dabei vorwiegend um Personenarchive sowie einige Körperschafts- und Familienarchive. Die Bestände werden erst seit dem 20. Jahrhundert nach dem Provenienzprinzip aufgestellt.
Um gezielt nach bestimmten Archivbeständen zu suchen, eignet sich am besten eine Suche über die Archivtektonik von Swisscollections.

#### Briefe und Autographen
Die UB Basel besitzt Briefsammlungen aus dem 16. bis ins 20. Jahrhundert. Insbesondere Gelehrtenkorrespondenz, wie sie beispielsweise im Briefnachlass der Familie Amberbach oder der Mathematikerfamilie Bernoulli zu finden ist, ist von besonderer Bedeutung.
Bei den im 19. und 20. Jahrhundert entstandenen Autographensammlungen, sticht jene vom Basler Fabrikanten Karl Geigy-Hagenbach heraus.

## Benutzung und Katalog

### Kataloge
Als Hauptkatalog dient seit 7. Dezember 2020 die nationale Bibliotheksplattform Swisscovery, die die bisher betriebenen Kataloge IDS Basel Bern und Swissbib abgelöst hat. Swisscovery verfügt über einen lokalen Sucheinstieg für die Bibliotheken aus dem Raum Basel.
Für die Recherche in den historischen Sammlungen steht Swisscollections zur Verfügung. Swisscollections ist ein von der UB Basel im Auftrag des Vereins Swisscollections betriebener Metakatalog für Spezialsammlungen und Archivbestände zahlreicher Schweizer Institutionen. Dieser Metakatalog trat die Nachfolge des HAN-Verbundkatalogs, der Verein Swisscollections jene des Vereins HAN an.
Die UB Basel verfügt über zahlreiche weitere Kataloge für Spezialbestände. Dazu gehören:
- Autoren- und Titelkatalog für Werke von 1459 bis 1939
- Katalog für vor 1980 erschienene Dissertationen
- Index typographicum editorumque Basiliensium, der Katalog für Basler Drucker und Verleger von 1468 bis 1800
- Griechischer Geist aus Basler Pressen, der Katalog der frühen griechischen Drucke aus Basel
- SWA Search für Dokumentensammlungen, Kleinschriften, Zeitschriften und Archivbestände des Schweizerischen Wirtschaftsarchivs

Die Werke dieser Spezialkataloge können grösstenteils auch in Swisscovery recherchiert werden. In den Spezialkatalogen wurden sie jedoch unter speziellen Kriterien erfasst oder mit Zusatzinformationen angereichert.

### Benutzung
Die Universitätsbibliothek Basel verfügt sowohl über ein Freihandmagazin als auch über ein geschlossenes Magazin. Einige Bücher können sich in Semesterapparaten befinden.
Die Bibliothek steht allen Personen ab 14 Jahren sowie allen natürlichen und juristischen Personen mit Wohn- beziehungsweise Geschäftssitz in der Schweiz, der grenzüberschreitenden Region sowie den Angehörigen der Universität Basel und der EUCOR-Universitäten offen.
Die Einschreibung und Benutzung ist kostenlos, soweit nicht etwas anderes vorgesehen ist.
Die Ausleihe erfolgt über Online-Bestellzettel, falls das Buch bereits ausgeliehen ist oder sich im geschlossenen Magazin befindet, oder über die Direktausleihe aus dem Freihandmagazin.

## Sonstiges
In der Nietzsche-Forschung gilt die Universitätsbibliothek Basel als die zweitwichtigste Sammlungsstelle nach dem Weimarer Nietzsche-Archiv, da sich dort die meisten Quellen der «Basler Nietzsche-Deutung» im Gefolge Franz Overbecks befinden.
Die wissenschaftlichen Bibliothekare der UB Basel geben seit 2013 027.7, eine bibliothekarische Fachzeitschrift zur Bibliothekskultur, heraus.
2014 trat die Universitätsbibliothek Basel der Kooperativen Speicherbibliothek Schweiz bei.
2015 beschäftigte die Universitätsbibliothek Basel als erste Universitätsbibliothek der Schweiz einen Wikipedian in Residence.
Anfang 2016 hat die Universitätsbibliothek Basel entschieden, alle ihre im Netz verfügbaren Digitalisate, die nicht mehr dem Urheberrecht unterstehen, zur freien Verwendung freizugeben.